# 内無双
内無双（うちむそう）とは、相撲の日本相撲協会制定決まり手八十二手、捻り手のひとつである。自分の上手で相手の脚の膝の内側を掬い上げ、体を捻って相手を倒す技。外無双と比較すると力強さで劣るが、失敗時のリスクが少ない技であり、そのために牽制技として内無双を使い、体勢を崩してから他の技につなげることもある。旧称内枠、片手枠。別名アーム・アンド・インサイド・レッグ・スロー。
2代目増位山（最高位大関）・舞の海（最高位小結）・旭鷲山（最高位小結）・琴光喜（最高位大関）・安青錦らがこの技を得意としている。横綱・白鵬は琴光喜が内無双を仕掛けた動画に着想を得て、2012年7月場所10日目で大関・鶴竜に、2014年1月場所14日目では大関・琴奨菊に勝っている。その他、2015年1月場所11日目に栃ノ心が逸ノ城に勝ったほか、十両の土俵では、2014年3月場所初日に東4枚目翔天狼が西3枚目朝赤龍に対して決めた。
令和に入ってからは、2021年7月場所千秋楽の十両取組で幕下の村田が矢後に、2023年1月場所5日目の幕内取組で妙義龍が翠富士に決めている。安青錦が多用しており、2024年11月場所13日目の十両取組で大奄美に、2025年5月場所5日目の幕内取組で翠富士に、同年7月場所で前頭筆頭まで番付を上げた初日に琴櫻将傑、5日目に霧島鐵力に対してそれぞれ決めている。
柔道の背負落にも内無双を使った技がある。
樋渡雋次郎の書籍『相撲』（1923年）では外襷反りのことを「内無双」と呼んでいる。